# اسکناس دو میلیون ریالی
اسکناس دو میلیون ریالی یا دویست تومانی یک اسکناس رایج در جمهوری اسلامی ایران است که در تاریخ ۱۴۰۱/۱۲/۲۰ به گردش افتاده است.

## مشخصات
رنگ: سبز
اندازه: ۱۶۰x۷۵ میلیمتر
طرح رو: سد کارون۳
واترمارک: تصویر سه‌بعدی پرتره ابوالقاسم فردوسی